# 藤川貴央
藤川 貴央（ふじかわ たかお、1987年8月25日 - ）は、ラジオ大阪のアナウンサー、防災士。一時はプロデューサーを兼務していた。
大阪府大阪市旭区の出身で、大阪教育大学附属高等学校平野校舎、立命館大学法学部卒業。

## 略歴
関西テレビのアナウンサーだった山本浩之への憧れが高じて、アナウンサーを「職業」として意識。大学生時代には、藤本義一が支部長を務めていた日本放送作家協会関西支部主催の朗読劇で、平山助次郎や大石主税などを演じた。その一方で、大学3年生の時にアナウンサーになると決めたが、アナウンサーが　務まるかどうか、占い師の「三条の母」の所へ行った時に「本当は教師が向いているけど、アナウンサーにはなれると思う」と言われ、その三条の母に教えられたままに（本人の談）、中央放送研究会（CHK）の京都アナウンススクールに通い始める。2009年に開かれた第7回京都学生祭典では、FM802のDJ・鬼頭由芽と共に学生司会者を務めた。
大学卒業後の2010年4月1日に、福島テレビへ入社。アナウンサーとして、本社の報道部に配属された。東日本大震災発生直後の2011年5月1日付で、報道記者兼アナウンサーとして郡山支社へ異動。『FNNスピーク』や『FNNスーパーニュース』（いずれもフジテレビ制作・FNN全国ネット）で東日本大震災関連の特集を放送する場合には、福島県内の被災地から、全国向けの中継リポートをたびたび担当していた。
2012年7月1日付で、福島テレビ福島本社報道部アナウンサーに復帰。復帰後は、東日本女子駅伝テレビ中継での中継所実況や、情報番組のリポーター、定時ニュース、ナレーションなど幅広く活動した。
2013年3月15日付で福島テレビを退職。翌4月1日付で、ラジオ大阪に移籍した。同局が（新卒・経験者を問わず）男性アナウンサーを採用するのは、1993年の田中友英（2002年4月1日付でRKB毎日放送へ移籍）以来、19年振りであった。
ラジオ大阪への移籍後は、2014年9月24日から2017年3月31日まで、平日早朝の生ワイド番組『モーニングライダー! 藤川貴央です』のメインパーソナリティを担当。ラジオ大阪・朝日放送（現在の朝日放送ラジオ）・毎日放送（現在のMBSラジオ）といった在阪民放ラジオ3局がFM補完放送（ワイドFM）の本放送を開始した2016年には、ラジオ大阪代表の「ワイドFM大使」へ任命された。これを機に、朝日放送ラジオ・毎日放送のレギュラー番組、両局との共同制作による特別番組、および関連イベントにも随時出演している。
2019年には、ラジオ大阪での先輩アナウンサーに当たる原田年晴が、9月30日で同局を定年退職。原田の定年時点で他の正社員アナウンサーは藤川と和田麻実子しかおらず、原田も翌10月1日から嘱託契約へ移行したため、ラジオ大阪の男性正社員としては唯一のアナウンサーになった。さらに、和田は12月1日から、第2子の出産を伴う産前産後休暇を取得（翌2020年11月から復帰）。定年後もアナウンサーとして在籍している原田も2020年1月下旬から3月中旬まで悪性リンパ腫の入院加療に専念していたため、原田が同年6月に収録番組で復帰するまでは、ラジオ大阪アナウンサーとしての職務を事実上一手に担っていた。
2022年4月4日からは、『モーニングライダー!』の終了以来5年振りに、平日早朝の冠生ワイド番組を『藤川貴央のニュースでござる』で担当中。同年7月8日（金曜日）に奈良市で発生した安倍晋三（元・衆議院議員および内閣総理大臣）への銃撃事件では、『ニュースでござる』の本番後に事件現場（近畿日本鉄道の大和西大寺駅前）で取材を重ねた末に、当日夕方の『ニュースパレード』（文化放送制作・ラジオ大阪を含むNRN33局同時ネットの全国ニュース）向けに生中継でリポートを送った。ラジオ大阪（当時は大阪放送）はこのリポートによって、文化放送から「ニュースパレード賞」（同局やネット局の取材リポートを年に1回審査したうえで表彰する制度）の最優秀賞を受賞している。

## 人物・エピソード
- 尊敬する人物は西園寺公望[1]。ラジオ大阪のアナウンサー中途採用試験では、最終面接で「インタビューで最も話を聞いてみたい人物」を訊かれた際に、迷うことなく「（福島テレビから）『ラジオ』という未知の世界へチャレンジを試みようとしている自分のように、何度でもチャレンジに臨めるような世の中を作るために何が必要なのか、（当時『再チャレンジ』を掲げながら内閣総理大臣へ5年振りに返り咲いたばかりの）安倍晋三さんにお伺いしたい」と答えたという。もっとも、実際にはラジオ大阪への入社後もインタビューの機会がないまま、安倍への銃撃事件関連の取材リポートで2022年の「ニュースパレード賞」最優秀賞を受賞。受賞発表の直後には、個人で開設しているnoteを通じて、「安倍さんのインタビューを交えた重厚な企画を制作した末にこの賞をいただくことができていれば、どれだけ良かっただろうか」との本音を明かしている[11]。
- 人形浄瑠璃文楽座の三味線奏者である鶴澤寛太郎とは大阪教育大学附属平野中学校時代の同級生で、藤川がラジオ大阪へ入社してからは、2020年5月から『寛太郎とたかおのツレビキ!』のパーソナリティを共同で務めている。また、柔道初段で、高校時代には柔道部の主将を務めた。
- 第6回京都学生祭典で司会を任された際の研修会で、龍谷大学OBの山本浩之（当時は関西テレビアナウンサー）からアナウンスの指導を受けた。ラジオ大阪入社後の2016年3月1日には、「ワイドFM大使」の1人として、『ちちんぷいぷい』（毎日放送平日午後の情報番組）に初出演[12]。フリーアナウンサーとして当時月 - 木曜日のメインパーソナリティを務めていた山本との再会を果たした。
- 福島テレビ時代の2010年に出演したFNSの日『26時間テレビ』では、同局の「おバカ新人アナウンサーチーム」のリポートアナウンサーとして、三輪車12時間耐久レースに出場。品川庄司の品川祐から「ヘキサゴンチームのRYOEIの弟みたい」と指摘されたことから、RYOEIとのツーショット出演が実現した[13]。
- テレビ単営局（福島テレビ）からラジオ単営局（ラジオ大阪）への移籍を決めた直接のきっかけは、東日本大震災の発災直後に立ち会った福島県庁での記者会見である。福島県がその会見で福島第一原子力発電所事故の発生を初めて公表したことから、会見の模様を収録したVTRを福島テレビの本社へ届けようと県庁の階段を下りたところ、ラジオ福島（地元のラジオ単営局）の記者が自社向けの生中継で会見の模様をいち早く伝えていた。地元在阪局への就職を希望していた大学生時代にリーマン・ショックの影響で各局ともアナウンサーの採用を控えていたことに加えて、この光景でラジオ局の機動力を改めて認識したことから、ラジオ大阪への中途採用試験に応じたという。
- ラジオ大阪への移籍後にレギュラーで出演した『スパメン!』では、火曜日のパーソナリティと、水曜日の生中継リポーターを担当。生中継では体を張ったリポートが多く、バンジージャンプにも挑戦した[14]。
- ラジオ大阪への移籍後に『モーニングライダー!』のパーソナリティへ起用された時点での年齢は27歳で、（朝日放送・毎日放送を含む）関西地方のラジオ局が平日の早朝に制作・放送する生ワイド番組では最年少のレギュラーパーソナリティであった[15]。同番組では、「大阪の標準地」であることを自任している地元（大阪市旭区）の千林商店街で、毎週水曜日の本番終了後に街頭インタビューを担当。翌日（木曜日）の放送では、「たかおが行く!」というコーナーで、インタビューの模様を収録した音源の一部を流している[3]。
- 福島テレビのアナウンサー・記者時代に東日本大震災関連の取材を経験してきたことから、ラジオ大阪移籍後の2015年以降は、同局を代表してAMラジオ災害問題協議会統一防災キャンペーンのスポットCMに起用。同協議会による「いのちのラジオ」（1月17日の阪神・淡路大震災発災日前後や9月1日の防災の日前後に協議会参加各局で放送される防災情報企画）でも、ラジオ大阪担当分の企画で取材リポーターを務めている[16]。「ワイドFM大使」に任命された直後のPRイベントでは、「（東日本大震災発生直後の）ラジオには、あしたも生きていくための情報がたくさん入っていた」という表現で、防災の観点からワイドFMの役割を訴えた[10]。
- ラジオ大阪移籍後の2016年には、R-1ぐらんぷり2016の予選に出場。生類憐れみの令をニュース風に仕立てたネタで1回戦を突破した[17]ものの、2回戦で敗退した[18]。
- 2018年から2020年11月29日まで『OBCドラマティック競馬』のプロデューサーを兼任していたことを、退任直後の2020年12月3日にラジオ大阪の「アナウンサーブログ」で初めて公表した。本人曰く「番組の制作プロセスを学ぶための兼任」とのことで、CHK京都アナウンススクールで指導を受けた濱野圭司（フリーアナウンサー）が着任前からメイン実況を務めていることなどから、アナウンサーとしてレースを実況する機会はなかった[19]。
- 『モーニングライダー!』の終了から5年後の2022年4月からは、ラジオ大阪の多くの社員から推挙されたことなどを背景に、『藤川貴央のニュースでござる』で平日早朝の生ワイド番組のパーソナリティへ返り咲き。『ニュースでござる』では、2020年10月に結婚していたことを、初回（2022年4月4日放送分）のオープニングトークで初めて公表した。本人によれば、結婚した時点では（放送で私生活を明かさなくても成り立つ）音楽関連の番組（『藤川貴央のDMZ』など）のパーソナリティを主に務めていたこともあって、「一会社員（ラジオ大阪の正社員）に過ぎない自身の結婚を（番組で）公表することに抵抗はあった」という。しかし、「平日に帯の生放送番組を（『ニュースでござる』で再び）担当するからには、パーソナリティの生活感を（放送を通じて）出すことも必要」との思いから、『ニュースでござる』のスタートを機に公表へ踏み切った[20]。

## 出演

### 現在
- AMラジオ災害問題協議会 いのちのラジオ（2015年 - ）
  - 前述した通り、ラジオ大阪担当分を務めている[21]。
- 藤川貴央のDMZ（2019年4月 - ）[22]
- ニュース・パレード（文化放送制作のNRN向け全国ニュース）
  - ラジオ大阪が大阪府・兵庫県・奈良県での取材を担当する関係で、当該地域のキャスターやリポーターとして不定期で出演。
- 藤川貴央のクリニックレポート（2019年11月 - )
  - 番組タイトルの「クリニックレポート」は、かねてから悩んでいた旋毛の薄さを解消すべく、プライベートで植毛（自毛の移植）手術を受けた経験を反映している。この手術の経過や効果を紹介すべく、手術を受けたクリニックに番組の企画を自身で持ち掛けたところ、単独スポンサーによる番組化に至った。
- 愛してラジオ大阪（2019年12月 - 2022年6月にレギュラー放送、2022年7月以降は不定期放送）
- 寛太郎とたかおのツレビキ!（2020年5月 - ）
- 上方漫才大賞発表会（毎年4月の土曜日に関西テレビと同時放送）
  - 2019年まで長らく司会陣に名を連ねていた原田の60歳定年と病気療養に伴って、2020年から司会を担当。日本国内における新型コロナウイルスへの感染拡大の影響で、例年実施されていた発表会・関西テレビとの同時生中継が見送られた2020年には、事前に収録された進行パートへ出演した。発表会を再開した2021年からは、同時生中継にも登場。
- It's SHOWTIME!（2021年5月20日 - ）
  - 少年隊ファン有志の企画による音楽番組、4回の予定であったが、それ以降の放送分もクラウドファンディングで集めている放送にかかる経費の支援額が集まったため期間を延長して放送。
- 藤川貴央のちょうどえぇラジオ（2025年3月31日 - ）- パーソナリティを単独で担当

### 過去

#### 福島テレビ時代
- 東日本女子駅伝（2011年 - 2012年）
- サタふく（2012年10月 - 2013年2月）「藤さんのはっ県伝」コーナー担当
- FTVスーパーニュース（2011年 - 2012年）記者・リポーターなどを担当
- うつくしま情報局（2010年5月 - 2013年2月）（不定期）
- FTVニュース（不定期）

#### ラジオ大阪時代
- 産経新聞ニュース（不定期）
- どんなもん!?藤川貴央です（2013年7月5日 - 9月27日）パーソナリティ
- スパメン!（2013年9月30日 - 2014年9月25日）月・火曜日パーソナリティ、水曜日中継リポーター[23]
- ニュース・ハイブリッド（2013年10月5日 - 2014年6月28日）パーソナリティ
- モーニングライダー! 藤川貴央です（2014年9月29日 - 2017年3月31日）パーソナリティ
- みゆ&たかおの直球ボイス!（2015年10月3日 - 2022年3月26日）アシスタント
- OBC JAZZ Street！（2017年10月 - 2019年4月28日）
- 心斎橋大学ラジオシアター(2019年4月 - 2019年6月)
- 由美子・伊藤のたかはし二人旅（2020年4月 - 9月）
- 次は〜新福島!＝第4章・冬将軍＝（毎日放送、2020年12月23日）
  - 「皆の者、将軍にシタってちょーだい!」（20時台のゲストコーナー）に出演。スタジオの映像や動画を放送中に配信しないラジオ番組にもかかわらず、メインパーソナリティの福島暢啓（毎日放送アナウンサー）を「将軍」に見立てた番組の趣旨に沿って、自費で鎧と兜の模造品を借りたうえで、出演中に着用した[24]。
- オワラナイ ウタヲ ウタオウ（2021年3月12日の20:00 - 20:55に放送された特別番組）
  - 2020年の初頭からいわゆる「コロナ禍」が続いていることを背景に、エンタテインメントの大切さを改めて未来に伝える目的で在阪民放ラジオ6局（ラジオ大阪、朝日放送ラジオ、MBSラジオ、FM大阪、FM802、FM COCOLO）の共同制作によって全局同時に放送された事前収録番組で、ラジオ大阪制作番組のパーソナリティを代表して出演。放送の前後に全局で展開されている同名のキャンペーンにも参加している[25]。
- カンテら!（2021年5月5日・6月29日・2022年1月11日）
  - 関西テレビの現役アナウンサーから基本として2人が交互にパーソナリティを務めていた事前収録番組で、初登場は「堀田篤の友達になって下さい」（2021年5月5日放送分でパーソナリティを務めていた堀田の冠企画）へのゲスト出演。ラジオ大阪アナウンサーからのゲスト出演は、原田に続いて2人目であった。堀田と竹上萌奈がパーソナリティを務めた6月29日放送分では、「あな・どら」（竹上の脚本によるラジオドラマ）にも登場。
  - 2022年1月11日分では、豊田康雄とのコンビで、全編にわたってパーソナリティを担当した。豊田の相方を務める予定だった同僚（関西テレビの男性スポーツアナウンサー）が番組の収録日に全日本バレーボール高等学校選手権大会（春高バレー全国大会）のテレビ中継へこぞって従事していたことに伴う担当で、同局のアナウンサー以外の人物をパーソナリティに起用した事例はこの回のみである。
  - 番組自体は、2021年3月30日から1年間にわたって毎週火・水曜日の未明（3時台）に放送。ディレクターとして立ち上げから一貫して携わってた宇佐見健太（ラジオ大阪）は、番組の終了を機に『ニュースでござる』の初代プロデューサーへ異動している。
- J-HITS RADI✕MATION（2020年11月6日 - 2021年5月7日、2021年11月5日 - 2022年4月22日）「DJ TAKAO」名義で第4代と第5代のパーソナリティを担当[26]。
- 藤川貴央のニュースでござる（2022年4月4日 - 2025年3月28日 ）- パーソナリティを単独で担当

以下の番組には、いずれも「ワイドFM大使」として出演。
- ちちんぷいぷい（毎日放送、2016年3月1日）[27]
- キャスト（朝日放送、2016年3月4日）
- 浅越ゴエのニュースターラジオ（毎日放送、2016年3月2日）[28]
- よなよな…月曜日（朝日放送、2016年3月7日）[29]
- 松井愛のすこ〜し愛して♥（毎日放送、2016年3月13日）
- ほんまもん!原田年晴です（ラジオ大阪、2016年3月13日）
- ほんまもんのワイドFMをハッキリ愛して（2016年3月19日） - 朝日放送・毎日放送との共同制作によるワイドFM開始記念特別番組で、3局で同時に生放送。
- ありがとう浜村淳です（毎日放送、2016年3月21日）
- 乾・藤川・玉巻のラブリー・レディオ（2017年3月） - ワイドFM本放送開始1周年を記念した朝日放送・毎日放送との共同制作・事前収録番組で、ラジオ大阪では21日の23:30 - 翌0:00に放送[30]。